# Viernes (grupo)
El grupo Viernes es un círculo literario venezolano, que tuvo sus inicios en 1936 y que funcionó hasta 1941.  El grupo fundado por Pascual Venegas Filardo exploraba temáticas ligadas al surrealismo, inició un movimiento hacia enfoques y técnicas modernas en la literatura de Venezuela. En este sentido se observan las influencias sobre el mismo del surrealismo proveniente de Francia. 
El grupo aportó a Venezuela una visión poética cosmopolita, caracterizada por un pensamiento modernista.
Al mismo pertenecieron los poetas Vicente Gerbasi, José Ramón Heredia, Ángel Miguel Queremel, Pablo Rojas Guardia, Luis Fernando Álvarez, Pascual Venegas Filardo, Otto De Sola, Óscar Rojas Jiménez y el crítico Fernando Cabrices, entre otros.
El grupo publicó una revista también denominada Viernes, de la que se publicaron 22 números.